# Луи Риэль (опера)
«Луи Риэль» (англ.  и фр. Louis Riel) — опера в трёх действиях, созданная в 1967 году канадским композитором Гарри Сомерсом на либретто Мейвора Мура и Жака Лангирана. Опера охватывает события жизни франкометисского лидера Луи Риэля в период с 1869 по 1885 год и связанные с ним события канадской истории, включая Восстание на Ред-Ривере и Северо-Западное восстание. Опера, заказанная Фондом Ф. Чалмерса к празднованию 100-летия Канадской конфедерации, была впервые представлена Канадской оперой в сентябре и октябре 1967 года. «Энциклопедия музыки в Канаде» называет «Луи Риэль», «вероятно, самой знаменитой канадской оперой».

## Содержание и музыка
Опера состоит из 3 действий и 18 картин и охватывает период жизни заглавного героя с 1869 года до суда над ним и казни в 1885 году. В эти годы Риэль был лидером двух вооружённых выступлений североамериканских метисов против властей Канады — восстания на Ред-Ривере (1869—1870) и Северо-Западного восстания (1884—1885). В опере представлены также личная сторона жизни Риэля, его конфликты с друзьями и близкими и политическая борьба в правящих кругах Канады, вызванная его деятельностью. В либретто включены оригинальные высказывания исторических деятелей.
Опера включает традиционную музыку коренных народов Канады, европейскую народную и церковную музыку. Значительная часть произведения написана с отказом от тональной музыки, в ней широко используется электронный звук. К возвращению оперы на сцену в 2017 году один из её центральных музыкальных номеров, колыбельная «Kuyas», был заменён, так как был основан на аутентичной записи плача нисгаа, коренного народа Западной Канады, без разрешения его представителей и с нарушением традиции, разрешающей исполнение этой мелодии только представителям определённых родов. Новый музыкальный эпизод взамен удалённого был написан композитором-метисом Яном Кюссоном.

## История
Опера была заказана композитору Гарри Сомерсу к празднованиям 100-летия Канадской конфедерации Фондом Флойда С. Чалмерса. Изначально либретто оперы было написано на двух языках — английские тексты написал Мейвор Мур, а французские Жак Лангиран. Первую постановку произведения осуществила Канадская опера при финансовой поддержке Комиссии столетия Канады, Совета Канады и Совета по искусствам Онтарио. Премьера состоялась 23 сентября 1967 года в Центре О’Кифа (Торонто), в рамках празднеств опера была также представлена 28 сентября и 11 октября того же года в Центре О’Кифа и 19 и 21 октября в театрально-концертном центре Place des Arts (Монреаль) как часть Всемирной выставки 1967 года. Режиссёром первой постановки выступил Леон Мейджор, дирижировал исполнением Виктор Фельдбрилл. Среди первых исполнителей вокальных партий были Бернард Терджен (Риэль), Корнелиус Оптхоф (Джон А. Макдональд), Жозеф Руло (епископ Таше) и Хауэлл Глинн (Уильям Макдугалл). В 1969 году эта версия оперы была адаптирована CBC для показа по телевидению.
В 1975 году Канадская опера восстановила постановку, которая выдержала ряд представлений в Торонто и Оттаве, а также впервые прошла в США (Центр Кеннеди, Вашингтон) в рамках торжеств по случаю 200-летия независимости этой страны. В 1985 году Канадская опера представила постановку в Гуэлфе (Онтарио) на научной конференции, посвящённой образу Риэля в искусстве. В 2005 году «Луи Риэль» был поставлен Оперой Макгилла в Place des Arts в Монреале к 100-летию музыкальной программы Макгиллского университета (режиссёры Франсуа Расин и Алексис Хаузер, заглавную партию исполнил Люк Лалонд). Эта постановка была удостоена квебекской премии Opus как музыкальное событие года.
В 2010 году состоялась премьера оперы в Западной Канаде, осуществлённая на сцене Центра сценических искусств Чань силами оперной труппы и симфонического оркестра Университета Британской Колумбии (режиссёры Нэнси Хермистон и Дуайт Беннетт, в заглавной роли Андрей Андрейчик). В 2017 году Канадская опера возобновила постановку «Луи Риэля» вместе с Национальным центром искусств к 150-летию Канады. Режиссёр Питер Хинтон внёс изменения в постановку с учётом усилившегося внимания к наследию коренных народов Канады: были введены новые роли без слов (хор Собрания земель и Народный певец в исполнении Жани Лозон), часть текста, исполняемого действующими лицами индейского и метисского происхождения, была переведена на языки мичиф и кри. Хотя заглавную роль и партию жены Риэля исполняли певцы европейского происхождения (баритон Расселл Браун и сопрано Симона Осборн), ряд других партий получили выходцы из коренных народов Канады. Были также внесены изменения в музыку (см. Содержание и музыка) и сценографию, изменяющие смысл сцен, содержащих стереотипные или оскорбительные для коренных народов образы.